# Max Hoff
Max Hoff (Troisdorf, Renânia do Norte-Vestfália, 12 de setembro de 1982) é um canoísta alemão especialista em provas de velocidade.

## Carreira
Foi vencedor da medalha de bronze em K-1 1000 m em Londres 2012.